# Ciudad estatutaria
Una ciudad estatutaria (Statutarstadt en Austria, o statutární město en la República Checa) es una ciudad con su propia ley municipal o estatuto de la ciudad.

## Austria
Según la Constitución de Austria, una ciudad puede solicitar esta condición si tiene más de 20.000 habitantes. Si el gobierno del estado y el Gobierno Federal están de acuerdo con la concesión del estatuto, se le concede siempre y cuando no ponga en peligro los intereses nacionales. Sin embargo, el requisito poblacional no se cumple siempre, ya que hay statutarstädte menores a las que se les concedió este derecho con anterioridad por razones históricas. En particular, las ciudades de Eisenstadt y Rust, que anteriormente pertenecían al Reino de Hungría como ciudades libres, conservaron sus propios estatutos de ciudad en 1921. Las statutarstädte se llamaban zonas urbanas y fueron tratadas de acuerdo con la Gemeindeordnung alemana durante el período de ocupación alemana, y como tal no se les dio poder sobre su propia constitución municipal.
El alcalde es el jefe de la municipalidad, así como el jefe de la autoridad administrativa comarcal.
Por estado, las ciudades de Austria que tienen la condición de statutarstädte son las siguientes:
- Burgenland:

- Eisenstadt (desde 1921, como ciudad libre de Hungría desde 1648);
- Rust (desde 1921, como ciudad libre de Hungría desde 1681);

- Carintia:

- Klagenfurt (desde 1850)
- Villach (desde 1932)

- Baja Austria:

- Krems (desde 1938)
- St. Pölten (desde 1922)
- Waidhofen an der Ybbs (desde 1868)
- Wiener Neustadt (desde 1866)

- Estiria: Graz (desde 1850)

- Tirol: Innsbruck (desde 1850)
- Salzburgo (estado): Salzburgo (desde 1869)

- Alta Austria:

- Linz (desde 1866)
- Steyr (desde 1867)
- Wels (desde 1964)

- Viena (desde 1850)

## República Checa
Hay un modelo muy similar en Chequia (derivado de su origen en Austria-Hungría), donde hay 25 ciudades estatutarias definidas por la ley n.º 128/2000 Coll., además de Praga, la capital, que es de facto ciudad estatutaria. Por región, son ciudades estatutarias en Chequia las siguientes:
- Región de Bohemia Central:

- Kladno
- Mladá Boleslav

- Región de Hradec Králové: Hradec Králové

- Región de Karlovy Vary: Karlovy Vary

- Región de Liberec:

- Liberec
- Jablonec nad Nisou

- Región de Moravia-Silesia:

- Frýdek-Místek
- Havířov
- Karviná
- Opava
- Ostrava

- Región de Olomouc:

- Olomouc
- Prostějov
- Přerov

- Región de Pardubice: Pardubice

- Región de Plzeň: Plzeň

- Praga (de facto)

- Región de Bohemia Meridional: České Budějovice

- Región de Moravia Meridional: Brno

- Región de Ústí nad Labem:

- Chomutov
- Děčín
- Most (ciudad)
- Teplice
- Ústí nad Labem

- Región de Vysočina: Jihlava
- Región de Zlín: Zlín